# François Joseph de Lorraine
François Joseph de Lorraine ou de Guise, né le 28 août 1670 à Paris, mort à Paris le 16 mars 1675, fut duc de Guise, duc de Joyeuse, prince de Joinville et duc d'Alençon de 1671 à 1675. 

## Biographie
Fils de Louis-Joseph de Lorraine, duc de Guise, duc de Joyeuse, prince de Joinville, et d'Élisabeth d'Orléans, duchesse d'Alençon, il reste le dernier descendant en ligne directe et masculine des Lorraine-Guise et hérite des biens et titres de son père en 1671, alors qu'il est âgé d'à peine un an.
De santé fragile, il meurt au Palais du Luxembourg, à Paris, paroisse Saint Sulpice, à l'âge de cinq ans, des suites d'une variole. Il est inhumé dans la sépulture des Lorraine-Guise, la collégiale Saint Laurent de Joinville. 
Sa grand-tante Marie de Guise hérite de ses biens et titres, dont l'hôtel de Guise.
Après lui, la Maison de Guise, branche française de la Maison de Lorraine, est représentée en ligne masculine et légitime par la branche des ducs d'Elbeuf et des princes de Lambesc dont le dernier représentant s'éteindra sans descendance en 1825.

## Ascendance

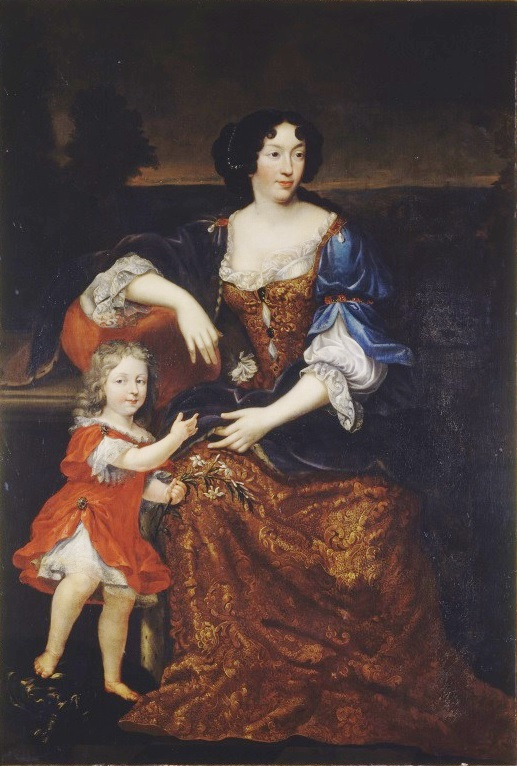
François Joseph de Lorraine et sa mère Elisabeth d'Orléans